# Brescia–Iseo–Edolo-vasútvonal

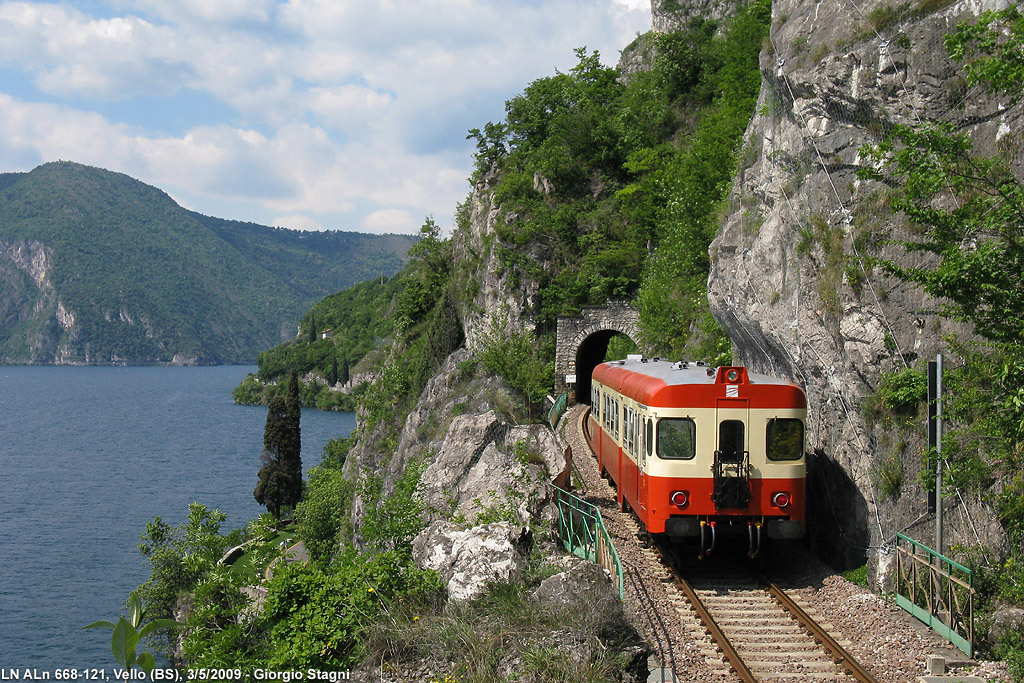
Motorkocsi a vonalon az Iseo tó partján

A Brescia–Iseo–Edolo-vasútvonal egy 105 km hosszúságú, normál nyomtávolságú, egyvágányú vasútvonal Brescia és Edolo között Olaszországban, Lombardia régióban. Tulajdonosa a Ferrovie Nord Milano, amely a vonatokat is üzemelteti.

## Megnyitás
A vasútvonal több részletben nyílt meg:
| Vasútvonal    | Dátum              |
| ------------- | ------------------ |
| Brescia–Iseo  | 1885. június 21.   |
| Iseo–Pisogne  | 1907. július 8.    |
| Pisogne–Breno | 1907. december 22. |
| Breno–Edolo   | 1909. július 4.    |

## Forgalom
| Járat | Útvonal | Ütem        | Megjegyzés                                                                           |
| ----- | --- | ----------- | ------------------------------------------------------------------------------------ |
| RE 3  | Brescia – (Bornato-Calino)* – Iseo – Sulzano – Sale Marasino – Marone-Zone – Pisogne – Darfo-Corna – Boario Terme – Breno – Capo di Ponte – Cedegolo – Malonno – Edolo | kétóránként | 2 vonatpár naponta Rovato felől/felé                                                 |
| R 3   | Brescia – Borgo San Giovanni – Castegnato – Paderno – Passirano – Bornato-Calino – Borgonato-Adro – Provaglio-Timoline – Iseo – Pilzone – Sulzano – Sale Marasino – Marone-Zone – Vello – Toline – Pisogne – Piancamuno-Gratacasolo – Darfo-Corna – Boario Terme – Pian di Borno – Cogno-Esine – Cividate-Malegno – Breno (– Ceto-Cerveno – Capo di Ponte – Sellero – Cedegolo – Forno d'Allione – Malonno – Sonico – Edolo) | kétóránként | Egy vonatpár tovább Edolo felé (csak hétfőtől péntekig), erősítő vonatok csúcsidőben |
| R 3   | Brescia – Borgo San Giovanni – Castegnato – Paderno – Passirano – Bornato-Calino – Borgonato-Adro – Provaglio-Timoline – Iseo | kétóránként | csak hétfőtől péntekig                                                               |

## Jövőbeli tervek
Többször is javaslatot tettek arra, hogy a Mortirolopass alagútján keresztül csatlakozzon a vonal a Ferrovia Alta Valtellina és a Bernina-vasúthoz.